# 奈良陽一郎
奈良 陽一郎（なら よういちろう）は、日本の歯学者・歯科医師。日本歯科大学生命歯学部接着歯科学講座教授。

## 経歴
1980年日本歯科大学卒業、1984年同大学院修了。以後同大学助手、講師、助教授をつとめ、2003年より同大学教授に就任。
1984年 日本歯科大学より歯学博士の学位を得る。論文の題は「臼歯修復用コンポジットレジンの繰り返し荷重下における縁端強度」。

## 著書
- 奈良陽一郎 他 著、猪越重久、日野浦光、安田登 編『わかる・できる 接着』医歯薬出版〈月刊「歯界展望」別冊〉、1997年11月。 NCID BA35965663。
- 奈良陽一郎 著「I. 齲蝕・硬組織疾患の基本的治療法 12 合着・接着」、黒﨑紀正、小野瀬英雄、住友雅人、櫻井薫、古郷幹彦、井上宏、寺下正道 編『イラストレイテッド・クリニカルデンティストリー2 歯・歯髄・歯周組織の疾患』医歯薬出版、2001年11月1日。ISBN 978-4-263-40612-0。
- 奈良陽一郎 他『保存修復学21』監修:岩久正明、河野篤、千田彰、田上順次（改訂版）、永末書店、2002年3月30日。ISBN 978-4-8160-1114-6。
- 猪越重久、田上順次、奈良陽一郎、日野浦光、福島正義、桃井保子 編『使いこなそうコンポジットレジン Minimal Interventionのための修復テクニック』医歯薬出版〈月刊「歯界展望」別冊〉、2004年5月20日。
- 『保存修復学21』監修:田上順次、千田彰、奈良陽一郎、桃井保子（第3版）、永末書店、2006年3月30日。ISBN 978-4-8160-1165-8。
- 奈良陽一郎 他 著、宮崎真至 編『臨床に役立つ　接着修復のすべて　DVD付』医歯薬出版〈月刊「歯界展望」別冊〉、2006年10月20日。 NCID BA79483896。
- 山田敏元、奈良陽一郎、宮崎真至、佐野英彦、吉山昌宏、鈴木一臣、宇野滋、杉崎順平 編『接着性コンポジットレジン修復の基礎と臨床』ヒョーロン・パブリッシャーズ〈日本歯科評論特別号〉、2007年11月20日。 NCID BA84147559。
- 千田彰、寺下正道、田上順次、奈良陽一郎、宮崎真至、片山直 編『保存修復クリニカルガイド』（第2版）医歯薬出版、2009年11月10日。ISBN 978-4-263-45633-0。
- 奈良陽一郎 他 著、千田彰、寺下正道、寺中敏夫、宮崎真至 編『保存修復学』（第6版）医歯薬出版、2013年1月20日。ISBN 978-4-263-45663-7。

## 所属団体
- 日本歯科保存学会 理事[3]
- 日本接着歯学会 常任理事[4]
- 日本歯科審美学会 常任理事[5]
- 日本歯科医学教育学会 常任理事[6]
- 日本歯科理工学会[1]
- 国際歯科研究学会[1]

| 学職                                                   | 学職                                                         | 学職                                         |
| ------------------------------------------------------ | ------------------------------------------------------------ | -------------------------------------------- |
| 先代 佐藤亨 第30回 2012年1月 函館市民会館              | 日本接着歯学会学術大会 大会長 第31回 2012年12月 日本歯科大学 | 次代 髙橋裕 第32回 2013年 福岡県歯科医師会館 |
| 先代 佐野英彦 第23回 2012年 札幌コンベンションセンター | 日本歯科審美学会学術大会 大会長 第24回 2013年 日本歯科大学   | 次代                                         |